# La Sirène des bas-fonds
Pour plus de détails, voir Fiche technique et Distribution.
La Sirène des bas-fonds (Flaxy Martin) est un film américain réalisé par Richard L. Bare, sorti en 1949.

## Fiche technique
- Titre : La Sirène des bas-fonds
- Titre original : Flaxy Martin
- Réalisation : Richard L. Bare
- Scénario : David Lang
- Direction artistique : Ted Smith
- Décors : Lyle B. Reifsnider
- Costumes : Doris Stutz (non créditée)
- Photographie : Carl E. Guthrie
- Effets visuels : Edwin B. DuPar
- Montage : Frank Magee
- Musique : William Lava
- Production : Saul Elkins
- Société de production et de distribution : Warner Bros. Pictures
- Pays d'origine :  États-Unis
- Langue : anglais
- Format : Noir et blanc — 35 mm — 1,37:1 - Son :  Mono (RCA Sound System)
- Genre : Film noir
- Durée : 86 minutes
- Date de sortie :
  - États-Unis : 15 février 1949

## Distribution
- Virginia Mayo : Flaxy Martin
- Zachary Scott : Walter "Walt" Colby
- Dorothy Malone : Nora Carson
- Tom D'Andrea : Sam Malko
- Helen Westcott : Peggy Farrar
- Douglas Kennedy : Hap Richie
- Elisha Cook Jr. : Roper
- Douglas Fowley : Max, détective
- Monte Blue : Joe, détective
- Jack Overman : Caesar
- Rory Mallinson : l'assistant du coroner